# Avinou Malkenou
Avinou Malkenou (אבינו מלכנו Notre Père, notre Roi) est une prière juive particulière aux dix jours de pénitence, entre le premier jour du mois de Tishri et le dixième, c'est-à-dire entre Rosh Hashana et Yom Kippour, dix jours parmi les plus solennels du calendrier juif. Elle est composée d'une trentaine de courtes suppliques commençant toutes par Avinou, malkenou, d'où son nom.
Elle est récitée immédiatement après la répétition par l'officiant de la 'Amida.
Cette prière tire son origine, selon le Talmud (Taanit 25b), d'une période de sécheresse, et que les Sages avaient décrété un jeûne public.
Rabbi Eliezer sortit dans la rue de la ville afin d'officier, mais malgré ses prières, les pluies attendues ne venaient pas. Rabbi Akiva, l'un de ses disciples, le remplaça, ne dit que deux phrases : 

« Notre Père, notre Roi, nous avons fauté devant Toi.
Notre Père, notre Roi, nous n'avons d'autre Roi que Toi »

et il plut immédiatement.[…] Une voix céleste sortit du ciel, et dit : « Pourquoi celui-ci (R. Akiva) a-t-il été agréé et celui-là (R. Eliezer, pourtant connu de ses contemporains comme le Grand) n'a-t-il pas été agréé ? Non parce que celui-ci serait plus grand que celui-là, mais parce que celui-ci passe sur ses principes (pardonne à qui l'aurait offensé) et celui-là ne passe pas sur ses principes. »
La prière ne se composant que de deux phrases à l'origine, les autres semblent avoir été ajoutées du temps des Gueonim.